# Улица Григория Ващенко (Киев)
У́лица Григория Ващенко (укр. ву́лиця Григорія Ващенка) — улица в Дарницком районе города Киева, местность Осокорки. Пролегает от улицы Елизаветы Чавдар до улицы Коллекторная.
Нет примыкающих улиц.

## История
Улица возникла в 2010 году под названием Новая XXXVIII. Современное название в честь украинского педагога Г. Г. Ващенко — с 2011 года.

## Застройка
Застройка улицы представлена многоэтажными домами только по нечётной стороне, а на чётной стороне застройки нет — расположены садово-дачные участки.